# Animación para adultos

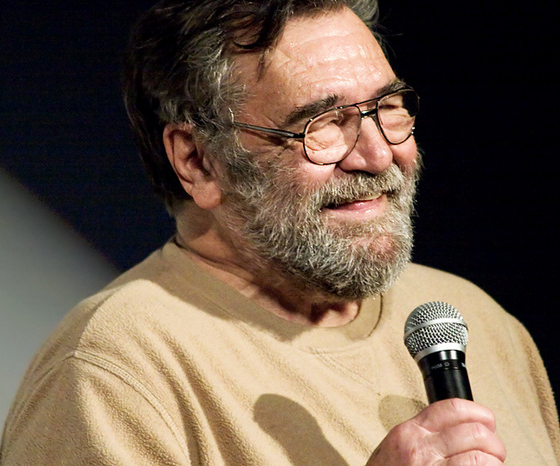
Ralph Bakshi, famoso en la historia de la animación para adultos.

La animación para adultos es una categoría de dibujos animados dirigida a un público adulto o adolescente mayor. 
Estos dibujos animados se caracterizan por lo controvertido de su contenido, el uso de lenguaje obsceno, violencia extrema, humor negro, la sátira, el doble sentido, humor procaz y escenas sexuales, en algunos casos, explícitas y consumo de alcohol, drogas y tabaco.
En las producciones anime (animación japonesa), se caracteriza el predominio de las producciones dirigidas al público más adulto, con algunos de los elementos anteriormente mencionados. En este caso, las producciones tanto de manga como de anime dirigidas al público adulto masculino reciben el nombre de seinen, mientras que las dirigidas al público adulto femenino reciben el nombre de josei.
Generalmente estos programas se transmiten en horas avanzadas de la noche, en especial por los canales de televisión de cable y satélite.
Si bien un programa de animación para audiencia adulta está calificado como tal desde su concepción, existen casos ambiguos o en los que se realiza una recalificación de la edad de la demografía a la que está dirigida. Debido a su contenido y estilo, un programa animado apuntado originalmente al público de niños jóvenes o preadolescentes, puede terminar teniendo éxito entre el público más adulto y ganar estatus de culto, que termina eclipsando a la recepción menor que consigue de su público objetivo original. El ejemplo más conocido son los de la serie Ren y Stimpy del canal Nickelodeon, que termina siendo recogida por la cadena MTV.
Los programas de animación para adultos tienen un cierto grado de control en lo que se refiere al uso de hábitos. En algunos países de América del Sur, los canales locales suelen transmitir programas para público maduro durante la mañana con la intención de ganar audiencia.

## Canales, segmentos y bloques
Algunos canales de televisión y sus segmentos o bloques que se enfocaron en la transmisión de animación para adultos:
- Adult Swim, es un bloque estadounidense y un canal de televisión latinoamericano dedicado a la animación para adultos.
- Locomotion, fue el único canal dedicado exclusivamente a la animación para adultos. Emitía títulos provenientes de todo el mundo creados para la audiencia adulta, principalmente anime.
- MTV emite principalmente sus series originales, como Beavis y Butthead, Daria, La familia del barrio, Alejo y Valentina, The Head, The Maxx, Æon Flux y de sus canales hermanos, como South Park, Ugly Americans, etc.
- No Molestar! en Star Channel, emite series como Los Simpson, Futurama y Duncanville.
- Animaciones FX en FX emite series como Padre de familia, American Dad!, Brickleberry, Bob's Burgers y The Cleveland Show.
- Cuatrosfera en Cuatro de España.
- Buzz de España, entre sus series transmitía anime para la audiencia adulta, y a la madrugada presentaba algunas producciones hentai.
- En el canal Comedy Central se emiten series como South Park, La casa de los dibujos, Ugly Americans, La familia del barrio, etc.
- Netflix incursiona en el agregado a su catálogo y en la producción de series de animación para adultos.

## Críticas, controversias, reacciones, y legado
Muchas series de animación para adultos, como South Park, Family Guy, y Rick and Morty, son conocidas por su humor irreverente, contenido sexual explícito, lenguaje fuerte y representaciones gráficas de violencia. Esto ha generado críticas y preocupaciones sobre el impacto que este tipo de contenido puede tener en los jóvenes espectadores.
Uno de los principales puntos de controversia es la influencia que la animación para adultos puede ejercer sobre los niños y adolescentes que pueden tener acceso a ella. A pesar de las advertencias de clasificación por edades, la facilidad con la que se puede acceder a este contenido en plataformas de transmisión en línea y servicios de televisión por cable ha llevado a preocupaciones sobre su impacto en el desarrollo emocional y social de los jóvenes.
Algunas series de animación para adultos han sido criticadas por su representación de temas sensibles, como la raza, el género y la sexualidad. La falta de sensibilidad en la representación de estos temas ha provocado debates sobre la ética y la responsabilidad de los creadores y las redes de televisión.
En respuesta a las preocupaciones planteadas por padres y grupos conservadores, se han realizado llamados para censurar o retirar ciertas series de animación para adultos de la programación. A lo largo de los años, estas controversias han llevado a debates sobre la libertad de expresión y la responsabilidad de los padres en la supervisión del contenido al que están expuestos sus hijos.